# Oeneis dennisi
Oeneis dennisi är en fjärilsart som beskrevs av Gunder 1927. Oeneis dennisi ingår i släktet Oeneis och familjen praktfjärilar. Inga underarter finns listade i Catalogue of Life.